# Coll de Nargó
Coll de Nargó ist eine Gemeinde in der katalanischen Comarca Alt Urgell in der Provinz Lleida. Sie wurde von Spanien im Jahr 1714 besiedelt und hat 587 Einwohner (Stand: 2024).
Coll de Nargó befindet sich am Fluss Segre nahe dem Oliana-Stausee. Von hier aus führen Straßen in die benachbarten Gemeinden Ponts, La Seu d’Urgell, Isona und Sant Llorenç de Morunys. 

## Gemeindegliederung
Die Gemeinde besteht aus den folgenden Ortsteilen:
- Coll de Nargó, der Kernort (483 Einwohner)
- Gavarra, das an die Comarco von Noguera grenzt (26 Einwohner)
- Les Masies de Nargó (30 Einwohner)
- Montanissell am Fuß der Sant-Joan-Berge (28 Einwohner)
- Sallent im Süden der Sant-Joan-Berge (38 Einwohner)
- Valldarques (15 Einwohner)

## Bevölkerungsentwicklung
Die Einwohnerzahl von Coll de Nargó ist seit langem rückläufig. Im Jahr 1900 lebten hier noch 1389 Einwohner.
| Bevölkerungsentwicklung Coll de Nargó | Bevölkerungsentwicklung Coll de Nargó | Bevölkerungsentwicklung Coll de Nargó | Bevölkerungsentwicklung Coll de Nargó | Bevölkerungsentwicklung Coll de Nargó | Bevölkerungsentwicklung Coll de Nargó | Bevölkerungsentwicklung Coll de Nargó | Bevölkerungsentwicklung Coll de Nargó | Bevölkerungsentwicklung Coll de Nargó | Bevölkerungsentwicklung Coll de Nargó | Bevölkerungsentwicklung Coll de Nargó |
| ------------------------------------- | ------------------------------------- | ------------------------------------- | ------------------------------------- | ------------------------------------- | ------------------------------------- | ------------------------------------- | ------------------------------------- | ------------------------------------- | ------------------------------------- | ------------------------------------- |
| Jahr                                  | 1960                                  | 1960                                  | 1970                                  | 1981                                  | 1990                                  | 2000                                  | 2002                                  | 2004                                  | 2006                                  | 2011                                  |
| Einwohner                             | 1511                                  | 1276                                  | 847                                   | 742                                   | 666                                   | 606                                   | 599                                   | 591                                   | 618                                   | 607                                   |

## Sehenswürdigkeiten

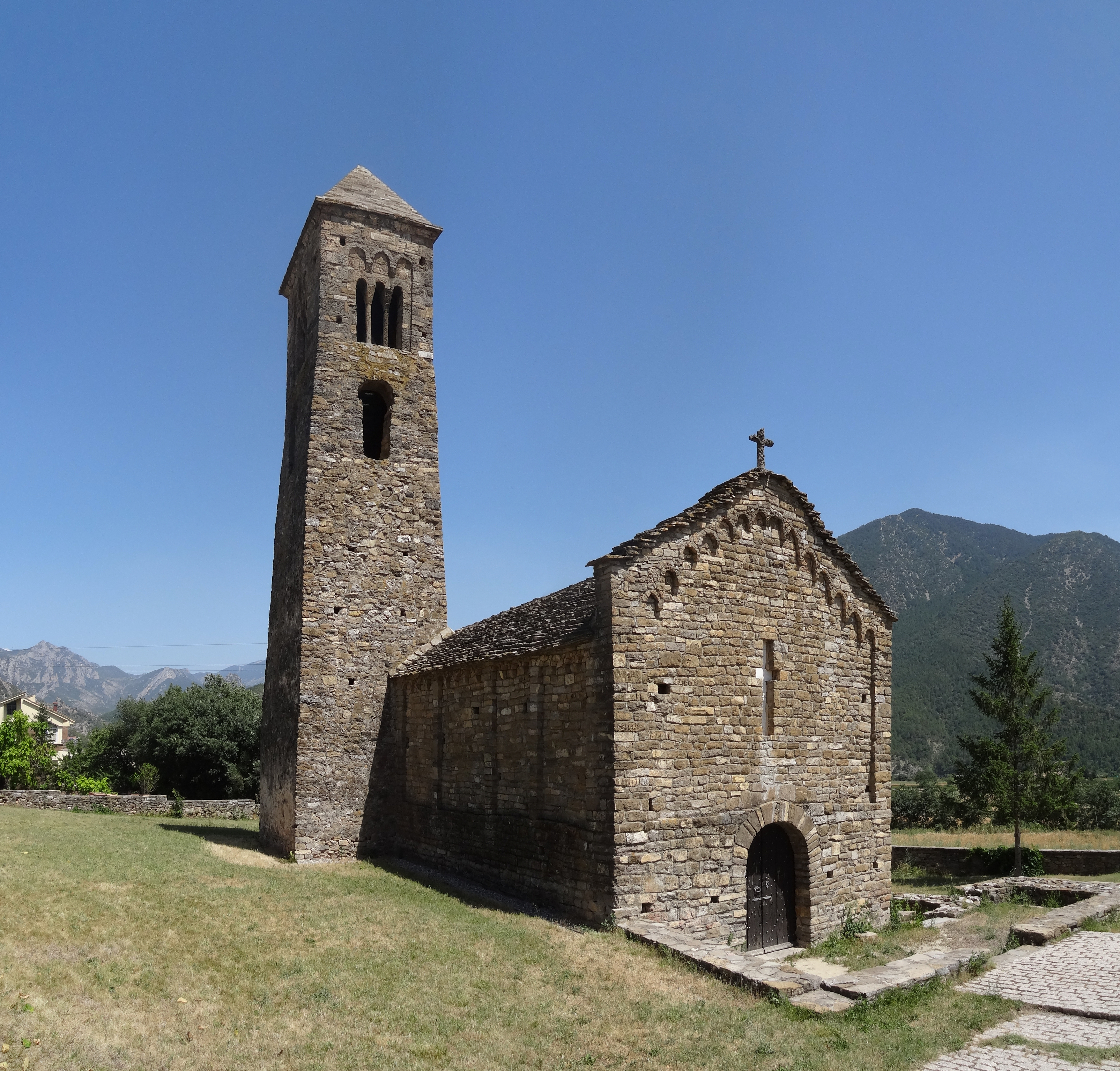
Sant Climent de Coll de Nargó

Die aus dem 11.–12. Jahrhundert stammende romanisch-lombardische Kirche Sant Climent hat einen rechteckigen Turm aus vorromanischer Zeit.